# Phreatogammarus propinquus
Phreatogammarus propinquus is een vlokreeftensoort uit de familie van de Phreatogammaridae. De wetenschappelijke naam van de soort is voor het eerst geldig gepubliceerd in 1907 door Charles Chilton.